# In the Moment
In the Moment ist ein Jazzalbum von Makaya McCraven. Die 2014 im Chicagoer Club The Bedford entstandenen Aufnahmen erschienen Anfang 2015 auf International Anthem Recording Company. Die Veröffentlichung einer erweiterten Deluxe-Edition des Albums erfolgte am 18. März 2016.

## Hintergrund
McCraven destillierte das Material des im Original 73-minütigen Albums aus 48 Stunden Mitschnitten von Live-Auftritten in neunzehn Tracks, die wie ein Hip-Hop-Mixtape zusammengefügt sind, urteilte S. Victor Aaron. Dabei sammelte McCraven Improvisationsmaterial, das bei mehreren Auftritten auf der Bühne einer Spielstätte in Chicagos Stadtteil Ukrainian Village geschaffen wurde, bei der eine Reihe von Musikern der Stadt beteiligt waren.
Die Band besteht aus Marquis Hill (Trompete), Jeff Parker (Gitarre), Junius Paul und Joshua Abrams (Bässe), Justin „Justefan“ Thomas (Vibraphon), Matt Ulery (Bässe), Sean Jones (Tenorsaxophon), Tony Barba (Tenorsaxophon, Elektronik) und McCraven selbst am Schlagzeug. Alle Stücke sind bis auf drei weniger als fünf Minuten lang (neun sind weniger als drei Minuten), und alle bis auf eines sind stark mit Loops und Overdubs bearbeitet, was im Allgemeinen zu modalen Vamp-Schichten ge führt habe, so Michael J. West.
Die Deluxe-Version (bzw. als Einzelausgabe In the Moment: E & F Sides, 2019) fügt neun weitere Tracks und 40 weitere Minuten an Material auf einer zweiten CD hinzu, genannt „Sides E&F“ (wie auf einer dritten Vinyl-Platte). In vielen Mitschnitten spricht McCraven scheinbar willkürlich das Publikum an, und das Geplapper der Menge ist im Hintergrund zeitweise deutlich zu hören. Die Worte an sich haben für den Hörer keine große Bedeutung, so S. Victor Aaron, aber er lässt diese Anreden und die Off-Stage-Sounds im Mix, was eine ständige Erinnerung an die Ursprünge dieser Songs darstelle.

## Titelliste

### In the Moment (2015)
- Makaya McCraven – In the Moment (International Anthem Recording Company – IARC 0003)[3]

1. Exploration Intro 1:23
2. The Jaunt 2:42
3. Slightest Right 3:05
4. First Thing First 12:07
5. Lonely 4:39
6. Gwana 1:59
7. On The Spot 2:28
8. Butterscotch 2:39
9. TomTom 2:42
10. Three Fifths a Man 4:21
11. In the Moment 4:50
12. Quartz 3:43
13. Just Stay Right There 2:42
14. Untitled 3:13
15. Requests 2:52
16. Time Travel 4:17
17. The Encore 5:37
18. The Drop 2:07
19. Finances 6:07

Die Kompositionen stammen von Makaya McCraven.

### In the Moment: E & F Sides (2019)
- Makaya McCraven – In the Moment: E & F Sides (International Anthem Recording Company – IARC EF03)

1. Next Step 4:54
2. Alone 2:50
3. Standing on Shoulders 2:22
4. Spontaneous 3:16
5. The Dimmer 2:37
6. She Knew 4:34
7. Trading Bars 2:06
8. 50 Thousand Miles 2:30
9. The Master 14:50

## Rezeption
S. Victor Aaron schrieb in Something Else!, dass die Idee, Jazz durch die Auffrischung zeitgenössischer Stile aufzufrischen,  überhaupt nicht neu sei. Sie garantiere auch nicht immer, dass das Endergebnis gute Kunst sei. Die Jazz/Hip-Hop-Hybride gebe es fast so lange wie der Hip-Hop selbst, aber oft fehle in der Mischung die Improvisationskomponente. Hier hebe sich McCraven ab: Für ihn beginne alles auf der Bühne, wo er und eine wechselnde Besetzung von Improvisationswundern im Handumdrehen zusammen Grooves schmieden würden. Die meisten Tracks bestünden aus einem groovigen Vamp, und die Schnitte hielten sie prägnant; McCraven wende Loop- und Overdub-Effekte an, was innerhalb der Struktur der Darbietung bleibe und sich gleichzeitig an Hip-Hop-Prinzipien halte. Auf die Frage, wieso McCraven das tue, gibt der Autor die Antwort: McCraven sampelt die Musik seiner Band, weil die Ideen, die er verwende und recycle, seine eigenen sind.

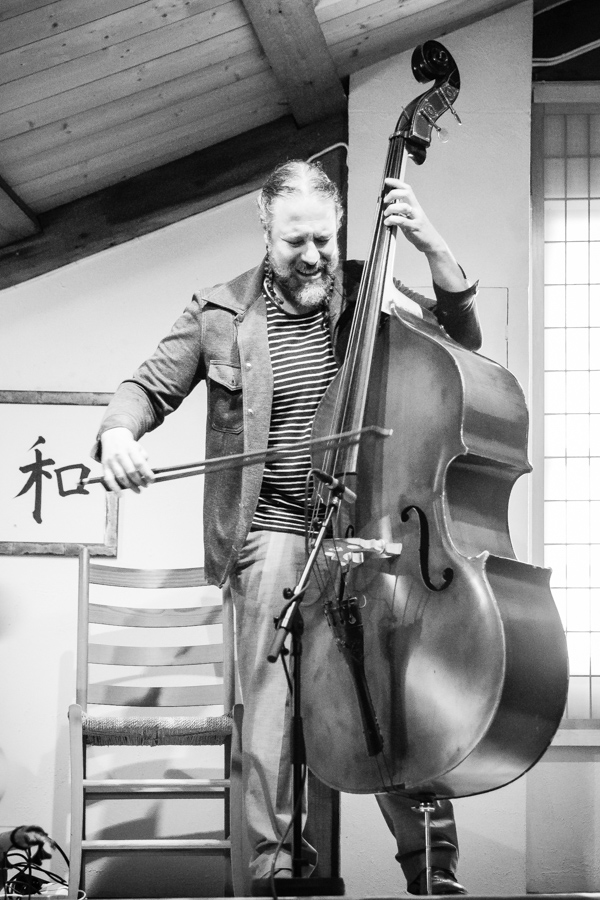
Joshua Abrams beim Kongsberg Jazzfestival 2019

Nach Ansicht von Mark Corroto, der das Album in All About Jazz rezensierte, würde angesichts dieser Musik irgendwo im Himmel Miles Davis lächeln und neben ihm Teo Macero In the Moment von Schlagzeuger, Mixmaster und Organisator Makaya McCraven hören. Beide Männer hätten diesem Projekt zugestimmt, so der Autor, Miles und Teo hätten um 1969 improvisierten Jazz in Langform produziert. Wo Macero Studiostücke und Teile aus stundenlangen Studiosessions mitnahm und Bänder zusammen geschnitten und montiert habe, um Meisterwerke wie In a Silent Way (Columbia, 1969) oder Bitches Brew (Columbia, 1970) zu schaffen, habe McCraven seine Aufzeichnungen gemischt, geschnitten, remixt und zusammengesetzt. Es sei eine belebte Mischung aus Jazz und Hip-Hop, die alle von Top-Spielern improvisiert und mit Energie aufgeladen worden seien.
Michael J. West schrieb in JazzTimes, McCraven schaffe in seiner Musik kein statisches Vamping, McCraven, Vibraphonist Justin „Justefan“ Thomas und jeweils einer von drei Bassisten (Matt Ulery, Junius Paul und Joshua Abrams) entwickelten vielmehr melodische Formen; sie recyceln sie, manchmal mit Variationen; und gehen zu neuen Formen über. Manchmal seien diese Spielweisen formlos, wie in den Drones von „Quartz“. Dies gelte sogar für den einen unbearbeiteten Track „First Thing First“, in dem sich Tempi und Stimmungen ändern, aber stetige Wiederholungen mit sich bringen. Obwohl er hart swingen kann und dies auch tut, tendiere McCraven zu Hip-Hop-Grooves, die ihm angemessen sind, so der Autor, da seine Techniken Turntablism nachahmen. Auf „Lonely“ gleiche das Spiel des Trompeter Marquis Hill und des Gitarristen Jeff Parker einem Rap-Refrain, und die Loops des Albums bieten Publikumsgeplapper, das (wie in „Just Stay Right There“) die Kadenzen eines EmCee annehmen könne.